# Amt Pforta
Das Amt Pforta war eine im Thüringer Kreis gelegene territoriale Verwaltungseinheit des 1806 in ein Königreich umgewandelten Kurfürstentums Sachsen. Der Besitz des  1540 säkularisierten Klosters Pforta wurde bei der Gründung der Landesschule Pforta im Jahr 1543 in das  kursächsische Schulamt Pforta umgewandelt. Das Amt Pforta nahm zwischen 1657 und 1746 Verwaltungsaufgaben über einen Teil des albertinischen Sekundogenitur-Fürstentums Sachsen-Weißenfels wahr, es gehörte aber zur kursächsischen Hauptlinie.
Bis zur Abtretung an Preußen und an Sachsen-Weimar-Eisenach (Exklave Darnstedt) im Jahr  1815 bildete es als sächsisches Amt den räumlichen Bezugspunkt für die Einforderung landesherrlicher Abgaben und Frondienste, für Polizei, Rechtsprechung und Heeresfolge.

## Geographische Ausdehnung
Der Hauptteil des Amts Pforta lag zwischen dem Höhenrücken der Finne im Westen und dem Tal der Saale im Osten. Zum Amt gehörten vier Exklaven. Die beiden nördlichen Exklaven Hechendorf und Memleben lagen westlich bzw. östlich der Stadt Wiehe. Während Hechendorf am Rand der Hohen Schrecke liegt, befindet sich Memleben südlich der Unstrut. Die östliche Exklave mit Mertendorf und Punkewitz lag an der Wethau. Die südliche Exklave Darnstedt lag an der Ilm.
Das Amtsgebiet liegt heute zum größten Teil im Land Sachsen-Anhalt und gehört zum Burgenlandkreis. Im Freistaat Thüringen liegen die Exklaven Hechendorf (im Kyffhäuserkreis) und Darnstedt (im Landkreis Weimarer Land).

## Angrenzende Verwaltungseinheiten
Hauptteil des Amts Pforta
Das Hauptgebiet des albertinischen Amts Pforta grenzte an folgende Verwaltungseinheiten:
- Norden: Amt Freyburg (Kurfürstentum Sachsen, ab 1806 Königreich Sachsen)
- Osten: Amt Naumburg (Kurfürstentum Sachsen, ab 1806 Königreich Sachsen)
- Süden (albertinische Ämter): Exklaven der Ämter Eckartsberga, Naumburg, Tautenburg (Kurfürstentum Sachsen, ab 1806 Königreich Sachsen)
- Süden (ernestinische Ämter): Ämter Eisenberg (Nordteil) und Camburg (1572 zum Herzogtum Sachsen-Weimar, 1603 zum Herzogtum Sachsen-Altenburg, 1672–1680 und ab 1707 zum Herzogtum Sachsen-Gotha-Altenburg, 1680–1707 zum Herzogtum Sachsen-Eisenberg); Amt Roßla (1572 zum Herzogtum Sachsen-Weimar, 1603 zum Herzogtum Sachsen-Altenburg, 1672 zum Herzogtum Sachsen-Weimar, ab 1741 alle zum Herzogtum Sachsen-Weimar-Eisenach)
- Westen und Nordwesten: Amt Eckartsberga und Exklave des Amts Naumburg (Kurfürstentum Sachsen, ab 1806 Königreich Sachsen)

Nordwestliche Exklaven
Hechendorf lag im kursächsischen Amt Eckartsberga, nur im Osten grenzte es zu einem kleinen Teil an das kursächsische Amt Wendelstein. Memleben grenzte im Norden an das Amt Wendelstein, im Osten an das Amt Freyburg und im Süden und Westen an das Amt Eckartsberga.
Östliche und Südliche Exklaven
Die östlich gelegene Exklave mit den Orten Punkewitz und Mertendorf grenzte im Norden und Osten an das albertinische Amt Weißenfels, im Süden an eine Exklave des albertinischen Amts Tautenburg und im Westen an den Nordteil des ernestinischen Kreisamts Eisenberg.
Der südliche Exklavenort Darnstedt, dessen Flur in das ernestinische Amt Roßla gehörte, grenzte im Norden und Süden an das albertinische Amt Eckartsberga, im Osten und Westen an das ernestinische Amt Roßla. Im Osten grenzte zusätzlich das ernestinische Amt Camburg an.

## Geschichte

### Kloster Pforta
Das Kloster Pforta entstand 1137 durch Verlegung des wenige Jahre zuvor in Schmölln gestifteten Zisterzienser-Klosters. Bischof Udo I. von Naumburg gab ihm den Namen Claustrum apud Portam (Kloster an der Pforte) oder Porta Mariae (Marien-Pforte). Die Mönche kultivierten das Land um das Kloster und machten es so zu einem der reichsten Klöster Ostthüringens. 
Schon 1209 wurden dem Kloster, das unter besonderem Schutz der sächsischen Herzöge stand, 27 Orte gehörig genannt mit einer Gesamtanzahl von 163 Hufen, zuzüglich von Waldungen und Wiesen. Vom 12. bis ins 14. Jahrhundert wurde das Kloster Pforta durch Erbschaften, Schenkungen und Kauf einer der größten Grundbesitzer im nördlichen Thüringen. Seit Ende des 13. Jahrhunderts verfolgte Pforta die Bildung eines geschlossenen Territoriums mit landesherrlichen Rechten. Die erste Kirchenvisitation nach der Reformation erfolgte 1537. Der albertinische Herzog Heinrich der Fromme ließ das Zisterzienserkloster 1540 schließen.

### Schulamt Pforta
1540 wurde das Kloster Pforta säkularisiert und zunächst als herzogliche Domäne fortgeführt. 
Nach längeren Verhandlungen über die weitere Nutzung der Gebäude gründete der albertinische Herzog Moritz von Sachsen in Pforta am 21. Mai 1543 eine der drei sächsischen Fürstenschulen, in deren Tradition die in den ehemaligen Klostergebäuden untergebrachte heute noch bestehende Landesschule Pforta steht. Die Klostergüter wurden dabei im „Schulamt Pforta“ zusammengefasst, dessen Amtmann zugleich die Wirtschaftsangelegenheiten der Schule verwaltete. Durch die Wittenberger Kapitulation im Jahr 1547 kam die Landesschule mit den Schulamt Pforta zum albertinischen Kurfürstentum Sachsen. 1551 wurde dem Schulamt Pforta der verbliebene Besitz der aufgelösten Benediktiner-Propstei Memleben zugewiesen, welcher als Exklave seitdem zum Amt gehörte.
Zwischen 1657 und 1746 gehörte der Großteil des Thüringischen Kreis zum albertinischen Sekundogenitur-Fürstentum Sachsen-Weißenfels. Obwohl das Schulamt Pforta unter der Hoheit der kursächsischen Hauptlinie blieb, nahm es zusätzliche Aufsichtsrechte über die Schriftsassen in den der Sekundogenitur überlassenen Ämtern Eckartsberga, Freyburg und Weißenfels (niederer Distrikt) wahr. Herzog  August von Sachsen-Weißenfels ließ 1657 in Schulpforte eine geistliche Inspektion einrichten, die die kirchenrechtliche Aufsicht bis 1749 übernahm. Ihr wurden die Kirchen und Schulen aller schriftsässigen Orte in den Ämtern Freyburg, Weißenfels und Eckartsberga unterstellt.  Zwischen 1712 und 1733 waren die Einnahmen des Schulamts an das ernestinische Herzogtum Sachsen-Weimar verpfändet. Mit der Ernennung des Kurfürstentums Sachsen zum Königreich gehörte das Amt Pforta ab 1806 zum Königreich Sachsen.

### Abtretung an Preußen
Nach den Napoleonischen Kriegen wurden auf dem Wiener Kongress im Jahr 1815 Gebietsabtretungen des Königreichs Sachsen an das Königreich Preußen beschlossen, was u. a. den gesamten Thüringer Kreis mit seinen Ämtern betraf. In der Schlussakte des Kongresses und in dem Vertrag vom 1. Juni 1815 wurde festgelegt, dass Preußen innerhalb von 14 Tagen nach Unterzeichnung des Vertrags u. a. den bisher als Exklave zum Amt Pforta gehörigen Ort Darnstedt an das Großherzogtum Sachsen-Weimar-Eisenach abzutreten habe. Das Großherzogtum gliederte den Ort dem Amt Roßla an.
Der Hauptteil des bei Preußen verbliebenen Amts Pforta wurden dem neu gegründeten Landkreis Naumburg in der Provinz Sachsen zugeteilt. Die Exklaven Memleben und Hechendorf kamen an den preußischen Landkreis Eckartsberga. Das Rentamt bestand bis in die zweite Hälfte des 19. Jahrhunderts.

## Zugehörige Orte
Dörfer
| - Schulpforte - Benndorf - Gernstedt - Hassenhausen - Lißdorf | - Neuflemmingen (1704 gegründet) - Niedermöllern - Obermöllern - Pomnitz - Poppel | - Rehehausen - Roßbach - Spielberg - Taugwitz - Zäckwar |

Dörfer unter der Gerichtsbarkeit des Amts Pforta
- Altenburg (Almrich)
- Flemmingen

Die Flur beider Orte gehörte bis 1554 ins Kreisamt Eisenberg, seitdem zum Amt Freyburg.
Dörfer  (Exklaven)
- Mertendorf
- Punkwitz

Die Exklavenorte Mertendorf und Punkewitz müssen beide ihre Steuern ins Amt Weißenfels zahlen.
- Darnstedt (Ortsflur gehört zum ernestinischen Amt Roßla)[9]
- Memleben (seit 1551)
- Hechendorf, Stiftungsgut

Vorwerke
- Fränkenau
- Kösen
- Kukulau

Rittergüter
- Roßbach

Klöster und weitere wichtige Gebäude im Amt
- Kloster Pforta
- Landesschule Pforta
- Kloster Memleben (seit 1551)
- Kirche Gernstedt

Wüstungen
- Damsla (bei Gernstedt)[10]
- Grünstädt (bei Hassenhausen)[11]
- Katzenrode (bei Kösen)[12]
- Loisch (bei Punkewitz)[13]
- Rodeling, Roßenitz, Thesnitz, Lasan, Hoppendorf (bei Roßbach)[14]
- Tauschwitz (bei Almrich)[15]
- Weningenmemleben (bei Memleben)
- Vorwerk Lochwize[16]

## Amtsleute
- Caspar Christian Gutbier, Amtmann